# Dindon ardoise
Le dindon ardoise (en anglais : Slate Blue ou Blue Slate) est une race de dindon à très faible effectif originaire de et principalement élevée aux États-Unis. Elle figure cependant parmi les races reconnues par le British Poultry Standard.

## Origine
La race est reconnue par l'American Poultry Association en 1874.

## Description
Son coloris est bleu ardoise parfois pointillé de noir.

## Race menacée
En 2007, la FAO classe la race « en danger ». Depuis, les effectifs de la population restent bas. La base DAD-IS indique une population inférieure à 1500 animaux aux États-Unis en 2015.